# Richard Brenner (fysiker)
Anders Richard Brenner, född 26 september 1963, är en finländsk fysiker som verkar vid Uppsala universitet i Sverige, sedan 2010 som professor i elementarpartikelfysik.

## Biografi
Brenner är son till fysikern Mårten Brenner. Han tog magisterexamen från Åbo Akademi 1989 och disputerade 1997 vid Helsingfors universitet. Sedan 1990-talet är han verksam vid ATLAS-experimentet vid Large Hadron Collider på CERN.
Brenners forskning rör bland annat utvecklingen av ATLAS-detektorn och analys av data från denna, samt sökandet efter en hypotetisk elektriskt laddad version av Higgsbosonen.
Han valdes in som utländsk ledamot i Kungliga Vetenskapsakademiens klass för fysik 2019.